# Feel the Noise

Feel the Noise est un film américain réalisé par Alejandro Chomski en 2007.

## Synopsis
Un jeune homme originaire du Sud du Bronx, Rob (Omarion Grandberry) rêve de devenir rappeur. Mais un gang lui voulant du mal, il doit partir se cacher à Porto Rico où il retrouve son père (Giancarlo Esposito), qu’il ne connaissait pas, rencontre son demi-frère Javi (Victor Rasuk) et découvre un nouveau style musical proche du sien : le reggaeton. Rob et Javi se trouvent un point commun : leur passion pour la musique.

## Fiche technique
- Titre : Feel the Noise
- Titre original : Feel the Noise
- Réalisateur : Alejandro Chomski
- Scénario : Albert Leon
- Producteur : Simon Fields, Jennifer Lopez et Sofia Sondervan
- Musique : Andrés Levin (en)
- Production : Nuyorican Productions, États-Unis, Sony BMG Feature Films, États-Unis
- Distribution : Columbia Pictures, États-Unis
- Pays de production : États-Unis
- Genre : Drame
- Date de sortie : 2007

## Distribution
Source VF :
- Omarion Grandberry (VF : Donald Reignoux) : Rob
- Giancarlo Esposito (VF : Thierry Desroses) : Roberto
- Victor Rasuk : Javi (VF : Yannick Blivet)
- Melonie Diaz : Mimi
- James McCaffrey : Jeffrey Skyler
- Meredith Ostrom : Noelia
- Charles Duckworth : Nodde (VF : Jean-François Cros)
- Pras : Electric
- Zulay Henao : Carol "CC" Reyes (VF : Sandra Valentin)
- Cisco Reyes (VF : Christophe Lemoine) : Pito
- Dennis Funny : un membre du gang
- Shydel James : un membre du gang